# PR-LP 20
El sendero PR-LP 20 es un sendero de Pequeño Recorrido en La Palma (Canarias, España) que une Briesta con Barlovento.
La longitud total del recorrido es de 36100 metros. Hay 1270 metros de desnivel.